# The High Chaparral
The High Chaparral is een Amerikaanse westernserie die op de Amerikaanse televisie werd uitgezonden van 1967 tot 1971. Ook op de Nederlandse televisie was de serie eind jaren zestig te zien. De serie werd herhaald eind jaren 80 en in 2018 op televisiezender ONS. De eerste twee seizoenen zijn in Nederland op dvd uitgebracht.
In de serie worden de avonturen en het drama belicht die zich afspelen op de ranch en het woestijngebied van Zuid-Arizona nabij de Mexicaanse grens.

## Verhaal
De serie draait om "Big John" Cannon in het Arizona-territorium als eigenaar van een ranch. Hij woont hier samen met broer Buck en zoon Billy Blue (Blue Boy). Zijn vrouw wordt in de eerste aflevering omgebracht door vijandige indianen. Cannon trouwt later met de Mexicaanse Victoria Montoya. Wat in eerste instantie een gemakshuwelijk is, wordt later een hechte band. Montoya's broer Manolito besluit om ook op de ranch te gaan wonen.

## Gastacteurs
Bekende gastacteurs zijn onder andere Scott Brady, Dan George, Jim Davis, Bruce Dern, Charles Durning, Ron Foster, Frank Gorshin, Barbara Hershey, Robert Loggia, Jack Lord, Ricardo Montalbán, Nehemiah Persoff, Gilbert Roland, Kurt Russell, Denver Pyle en Paul Winfield.

## Ontstaan naam ranch
De naam van de ranch werd uitgelegd in de volgende dialoog:
Annalee Cannon: Isn’t it beautiful, John? It should have a name.
Big John Cannon: You name it.
Annalee Cannon: What is that bush called — that green one?
Big John Cannon: Chaparral.
Annalee Cannon: That’s it — Chaparral. I christen thee “The High Chaparral” — the greatest cattle ranch in the whole territory ... the whole world!

## Rolverdeling
| Acteur            | Personage         |
| ----------------- | ----------------- |
| Leif Erickson     | Big John Cannon   |
| Cameron Mitchell  | Buck Cannon       |
| Henry Darrow      | Manolito Montoya  |
| Linda Cristal     | Victoria Cannon   |
| Mark Slade        | Billy Blue Cannon |
| Don Collier       | Sam Butler        |
| Robert F. Hoy     | Joe Butler        |
| Frank Silvera     | Sebastian Montoya |
| Roberto Contreras | Pedro             |
| Ted Markland      | Reno              |
| Rudy Ramos        | Wind              |
| Rodolfo Acosta    | Vaquero           |

## Varia
- In Zweden opende Bengt Erlandsson in 1966 High Chaparral, een themapark met als inspiratie het Wilde Westen.